# Ierse parlementsverkiezingen 1969
De Ierse parlementsverkiezingen  1969 vonden plaats op 18 juni. De Dáil Éireann, het Ierse parlement, was eerder ontbonden op 28 mei.

## Achtergrond
Bij deze verkiezingen hadden de twee grootste partijen elk een nieuwe leider ten opzichte van eerdere verkiezingen. Namens Fianna Fáil was Jack Lynch in 1966 premier geworden, terwijl Liam Cosgrave in 1965 bij Fine Gael de leiding had overgenomen. De Labour-partij werd voor de derde keer op rij geleid door Brendan Corish.
Op het moment van de verkiezingen was Fianna Fáil al tien jaar aan de macht. Zijn profiteerde ook van de rustige en relaxte uitstraling van haar lijsttrekker Lynch. Ook profiteerde zijn partij van de verdeeldheid bij Fine Gael. Daar was sprake van een conflict tussen de oudere en jongere generatie politici over de vraag of het Iers wel de verplichte taal moest zijn bij staatsexamens en in publieke banen.
De Labour-partij verwachtte te profiteren doordat zij voor de verkiezingen ferm afstand had genomen van Fine Gael.  Fianna Fáil speelde echter de 'rode kaart' door de Labourpartij te linken aan het communisme. Deze tactiek werkte. De Labour-partij verloor een paar zetels, terwijl de twee grootste partijen elk een paar zetels wonnen. Fianna Fáil behaalde een krappe meerderheid en vormde een regering met Jack Lynch aan het hoofd.

## Uitslag
| Partij               | Stemmen   | %    | ±%    | zetels | verschil |
| -------------------- | --------- | ---- | ----- | ------ | -------- |
| Fianna Fáil          | 602.234   | 45,7 | ▼ 2,0 | 75     | ▲ 3      |
| Fine Gael            | 449.749   | 34,7 | 0     | 50     | ▲ 3      |
| Irish Labour Party   | 224.498   | 12,5 | ▲ 1,6 | 22     | ▼ 4      |
| Irish Workers' Party | 242       | 0,0  | 0     | 0      | 0        |
| Onafhankelijken      | 42.230    | 3,2  | ▲ 1,1 | 1      | ▼ 1      |
| Totaal               | 1.334.963 | 100% |       | 144    |          |